# والتر يونغ (لاعب كرة قاعدة)
والتر يونغ (بالإنجليزية: Walter Young)‏ هو لاعب كرة قاعدة أمريكي، ولد في 18 فبراير 1980 في هاتيسبورغ في الولايات المتحدة، وتوفي في 19 سبتمبر 2015 في بورفيس في الولايات المتحدة.

## وصلات خارجية
- والتر يونغ على موقعبيزبول رفرنس.كوم (الدوري الرئيسي) (الإنجليزية)
- والتر يونغ على موقعبيزبول رفرنس.كوم (الدوري الثانوي) (الإنجليزية)
- والتر يونغ على موقع مشجعي الرسوم البيانية (الإنجليزية)